# Народно читалище „Тодор Драганов Пашкулов – 1928“
Народното читалище „Тодор Драганов Пашкулов – 1928“ е основано в село Старо Железаре на 1 февруари 1928 г.
Началото е поставено в училищната канцелария на Основно училище от родолюбивите старожелезарски учители Ненчо Танчев, Марко Минчев, Никола Марков, Лучка Минчева, Тодорка Маркова, Стефка Петрова. Тук е място, където се организират и провеждат всички празници и чествания в културния календар на селото. Колективът от самодейци за автентичен фолклор участва в различни републикански и международни фестивали, които носят различни престижни награди.
Самодейците от групата за автентичен фолклор участва в съхраняването на на българските бит и култура като издирва, събира, съхранява и популяризира местните традиции и обичаи.